# Лайузевялья
Ла́йузевялья (ест. Laiusevälja küla) — село в Естонії, у волості Йиґева повіту Йиґевамаа.

## Населення
Чисельність населення на 31 грудня 2011 року становила 104 особи.

## Історія
1977 року до Лайузевялья приєднані території сіл Ванатянава (Vanatänava), Легтметса (Lehtmetsa), Касвандіку (Kasvandiku), Кірікукюла (Kirikuküla), Мийзакюла (Mõisaküla) та Рава (Rava).

## Пам'ятки
- Руїни замку Лайузе, що був побудований наприкінці XIV століття та належав колишньому Лівонському ордену.
- Руїни дерев'яної православної церкви Різдва Богородиці, побудованої 1864 року.
- Православний цвинтар у Мийзакюла (Лайузевялья).

## Видатні особи
У Лайузевялья народився Яан Поска (1866—1920), естонський юрист і державний діяч.

## Галерея

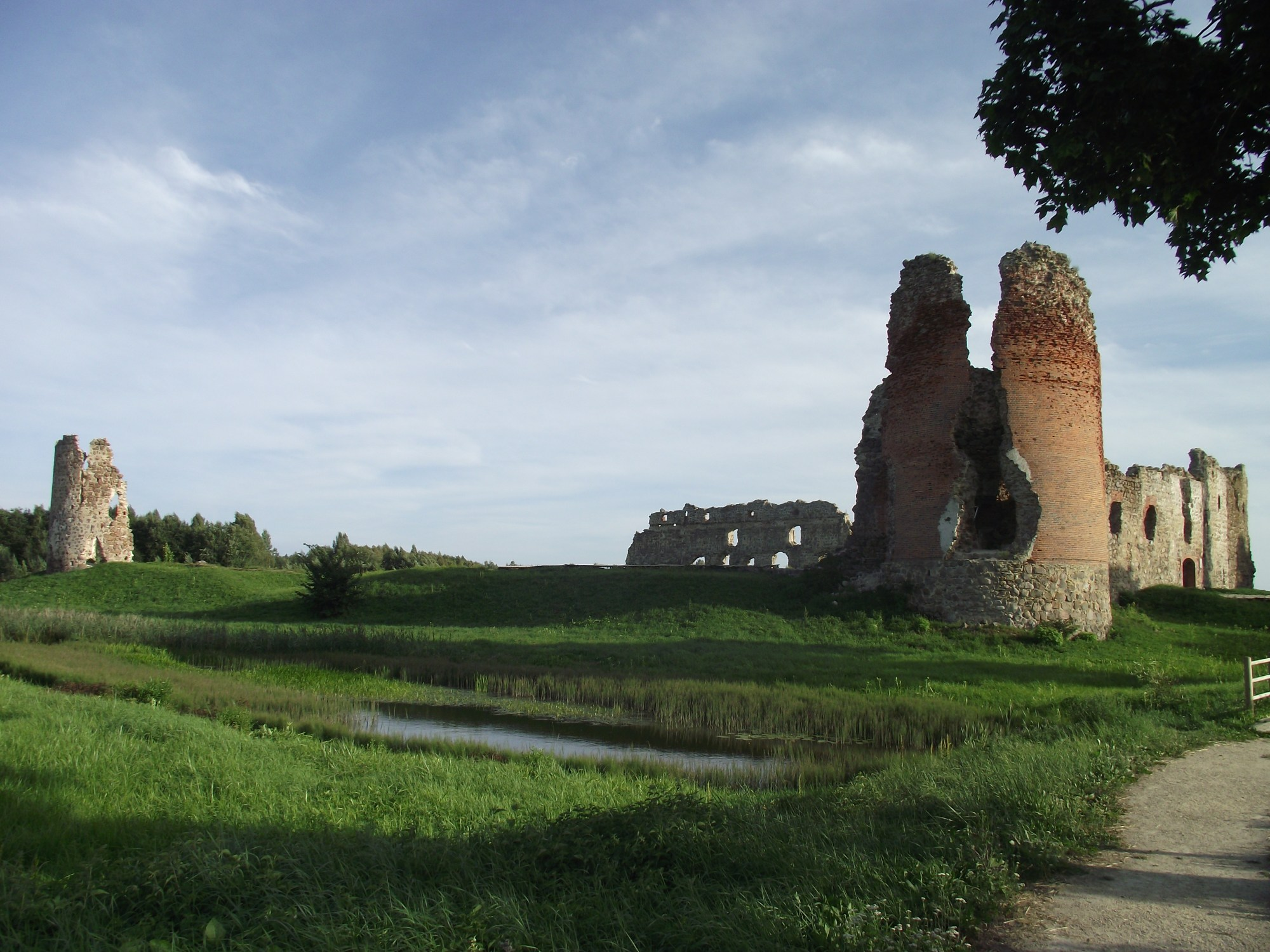
Руїни замку Лайузе
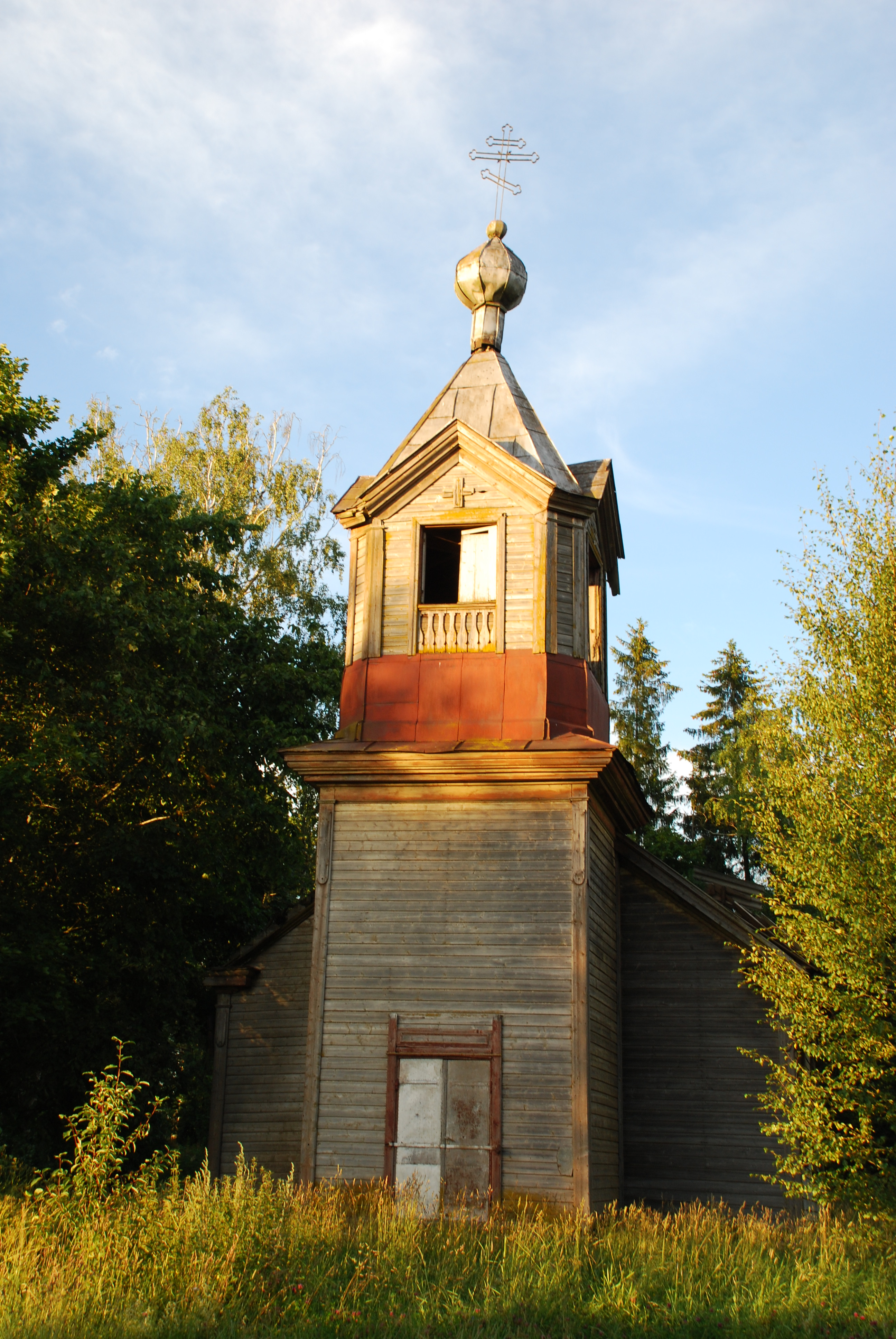
Церква Різдва Богородиці в Лайузе
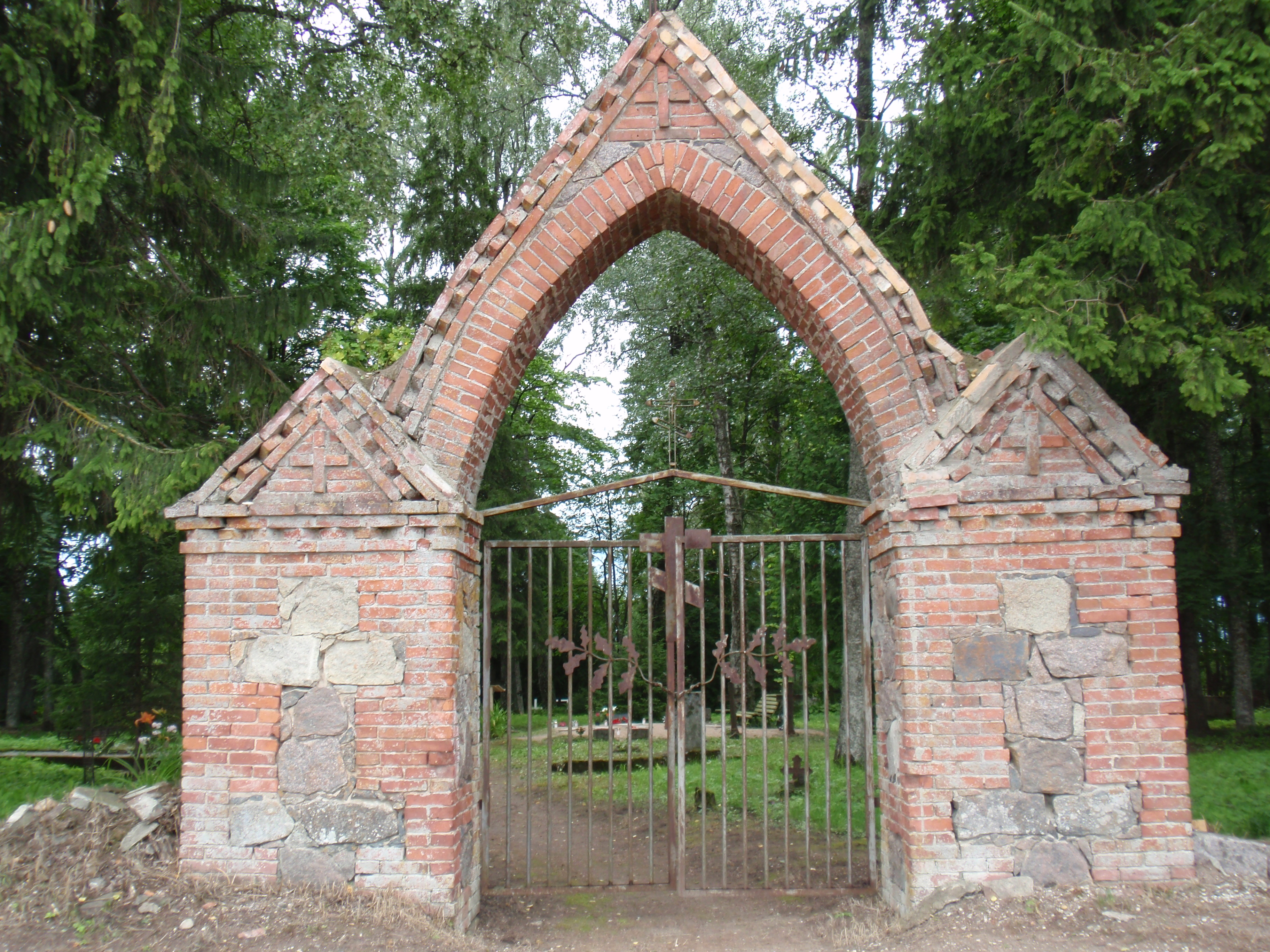
Православний цвинтар у Мийзакюла